# Philodice cuyabensis
Philodice cuyabensis är en gräsväxtart som först beskrevs av August Gustav Heinrich von Bongard, och fick sitt nu gällande namn av Friedrich August Körnicke. Philodice cuyabensis ingår i släktet Philodice och familjen Eriocaulaceae. Inga underarter finns listade i Catalogue of Life.